# خاصكي سلطان
خاصكي السلطان أو خاصكي سلطان، هو لقب كان يُمنح لزوجات السلاطين العثمانيين، وتحديدًا للزوجة الرئيسة، وقد أصبح هذا اللقب من رموز المكانة الرفيعة داخل البلاط العثماني. نشأت هذه الرتبة في القرن السادس عشر الميلادي، وكانت تُمنح لواحدة أو أكثر من زوجات السلطان. وتُعد خرم سلطان (المعروفة أيضًا بروكسلانا)، زوجة السلطان سليمان القانوني، أول من حمل هذا اللقب.
فقد اللقب طابعه الحصري في عهد السلطان إبراهيم الأول، الذي منحه لثماني زوجات في وقت واحد. استمر استخدام لقب "خاصكي سلطان" حتى القرن السابع عشر، حين بدأ يُستبدل تدريجيًا بلقب قادين أفندي، الذي أصبح اللقب الأعلى لزوجات السلاطين، وإن كان لا يرقى إلى المكانة والهيبة التي تميز بها لقب "خاصكي سلطان".

## حاملات اللقب
استُخدم اللقب لأول مرة في القرن السادس عشر لخُرَّم سلطان، التي نالت مكانة مميزة لدى السلطان سليمان القانوني. كانت زوجته الرئيسة ووالدة سليم الثاني. تزوجت خُرَّم سلطان من السلطان سليمان، وأصبحت زوجته الشرعية. حملت اللقب بعدها نوربانو سلطان، المحظية المفضلة وزوجة سليم الثاني، ووالدة السلطان التالي مراد الثالث. في عام 1575، وعقب اعتلاء مراد العرش عام 1575، حملت صفية سلطان لقب خاصكي سلطان ومُنحت مرتبة أعلى من شقيقات السلطان نفسه: شاه سلطان، جوهرخان سلطان، إسمهان سلطان وفاطمة سلطان.
تشير الباحثة ليزلي بي بيرس [الإنجليزية] إلى أن اللقب لم يُستخدم خلال فترة حكم محمد الثالث، لكنه عاد مع أحمد الأول، الذي منحه إلى كوسم سلطان، محظيته المفضلة وعلى الأرجح زوجته الشرعية، والتي أصبحت والدة مراد الرابع وإبراهيم الأول وهيمنت على الإمبراطورية العثمانية في أوائل القرن السابع عشر. يُعتقد أن السلطان عثمان الثاني كان لديه خاصكي سلطان تُدعى عائشة سلطان، حيث توثق سجلات الخزينة الخاصة وجود عائشة كخاصكي وحيدة لمراد الرابع، حتى نهاية حكم مراد الذي استمر سبعة عشر عامًا، عندما ظهرت خاصكي ثانية على الأرجح.
كان لإبراهيم ثماني خاصكيات: ترخان، صالحة دل آشوب، خديجة معزز، عائشة، ماه إنور، ساتش باغلي، شیوه کار وهما شاه. من المعروف أن ابن إبراهيم وخليفته كان لديه خاصكي واحدة هي رابعة كلنوش سلطان. في حين لم يكن لسليمان الثاني خاصكي. بينما كان لأخيه أحمد الثاني خاصكي هي رابعة سلطان، والتي كانت آخر امرأة تحمل هذا اللقب.
| الصورة | الاسم                       | الاسم قبل الزواج                            | الأصل                        | انتهاء كونها القرينة الإمبراطورية | الوفاة         | الشريك          |
| ------ | --------------------------- | ------------------------------------------- | ---------------------------- | --------------------------------- | -------------- | --------------- |
|        | خرَّم سلطان                   | ألكسندرا (أناستاسيا) ليسوفسكا               | روثينية                      | 15 أبريل 1558 (وفاتها)            | 15 أبريل 1558  | سليمان القانوني |
|        | نوربانو سلطان               | سيسيليا فينير-بافو أو راحيل أو كالي كارتانو | فينيسية أو يهودية أو يونانية | 15 ديسمبر 1574 (وفاة السلطان)     | 7 ديسمبر 1583  | سليم الثاني     |
|        | صفية سلطان                  | غير معروف                                   | ألبانية                      | 15 يناير 1595 (وفاة السلطان)      | بعد 1619       | مراد الثالث     |
|        | كوسم سلطان                  | غير معروف                                   | يونانية                      | 22 نوفمبر 1617 (وفاة السلطان)     | 3 سبتمبر 1651  | أحمد الأول      |
|        | عائشة سلطان (محل نزاع)      | غير معروف                                   | غير معروف                    | 1622 (خلع السلطان)                | 1640           | عثمان الثاني    |
|        | عائشة سلطان                 | غير معروف                                   | غير معروف                    | 1640 (وفاة السلطان)               | 1680           | مراد الرابع     |
|        | شمس شاه سلطان (محل نزاع)    | غير معروف                                   | غير معروف                    | 1640 (وفاة السلطان)               | بعد 1640       | مراد الرابع     |
|        | ترخان سلطان                 | غير معروف                                   | روسية                        | 8 أغسطس 1648 (خلع السلطان)        | 4 أغسطس 1683   | إبراهيم الأول   |
|        | صالحة دل آشوب سلطان         | غير معروف                                   | غير معروف                    | 8 أغسطس 1648 (خلع السلطان)        | 4 ديسمبر 1689  | إبراهيم الأول   |
|        | خديجة معزز سلطان            | غير معروف                                   | غير معروف                    | 8 أغسطس 1648 (خلع السلطان)        | 12 سبتمبر 1687 | إبراهيم الأول   |
|        | عائشة سلطان                 | غير معروف                                   | غير معروف                    | 8 أغسطس 1648 (خلع السلطان)        | غير معروف      | إبراهيم الأول   |
|        | ماه إنور سلطان              | غير معروف                                   | شركسية                       | 8 أغسطس 1648 (خلع السلطان)        | غير معروف      | إبراهيم الأول   |
|        | ساتش باغلي سلطان            | ليلى                                        | شركسية                       | 8 أغسطس 1648 (خلع السلطان)        | غير معروف      | إبراهيم الأول   |
|        | شیوه کار سلطان [الإنجليزية] | غير معروف                                   | أرمنية                       | 8 أغسطس 1648 (خلع السلطان)        | 1693           | إبراهيم الأول   |
|        | هما شاه سلطان               | غير معروف                                   | غير معروف                    | 8 أغسطس 1648 (خلع السلطان)        | بعد 1676       | إبراهيم الأول   |
|        | رابعة كلنوش سلطان           | إفمانيا فوريا                               | يونانية                      | 8 نوفمبر 1687 (خلع السلطان)       | 6 نوفمبر 1715  | محمد الرابع     |
|        | رابعة سلطان                 | غير معروف                                   | غير معروف                    | 6 فبراير 1695 (وفاة السلطان)      | 14 يناير 1712  | أحمد الثاني     |